# Arca Santa

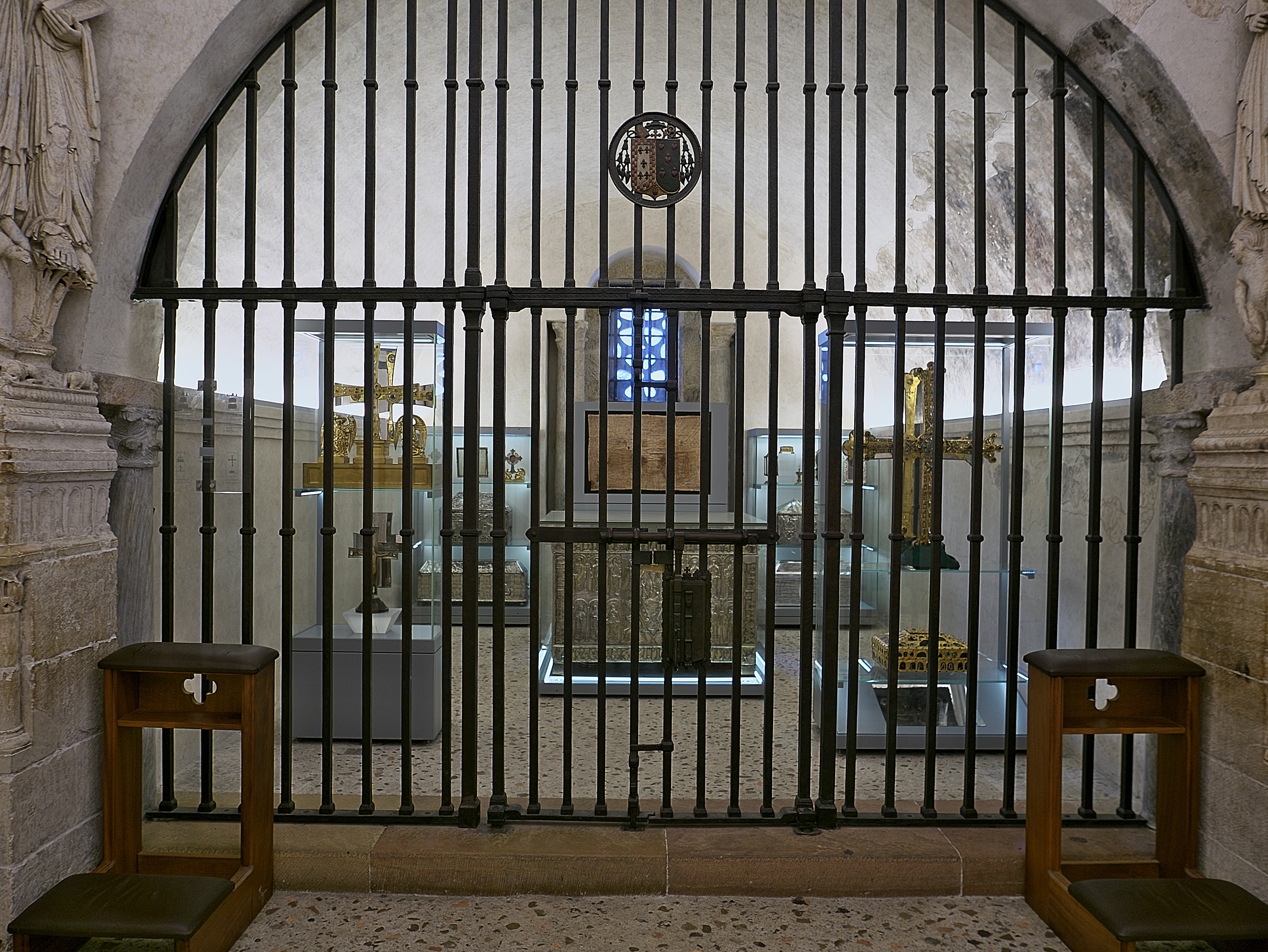
Presbiterio della Camera Santa con esposto il tesoro delle Asturie. Al centro l'Arca.

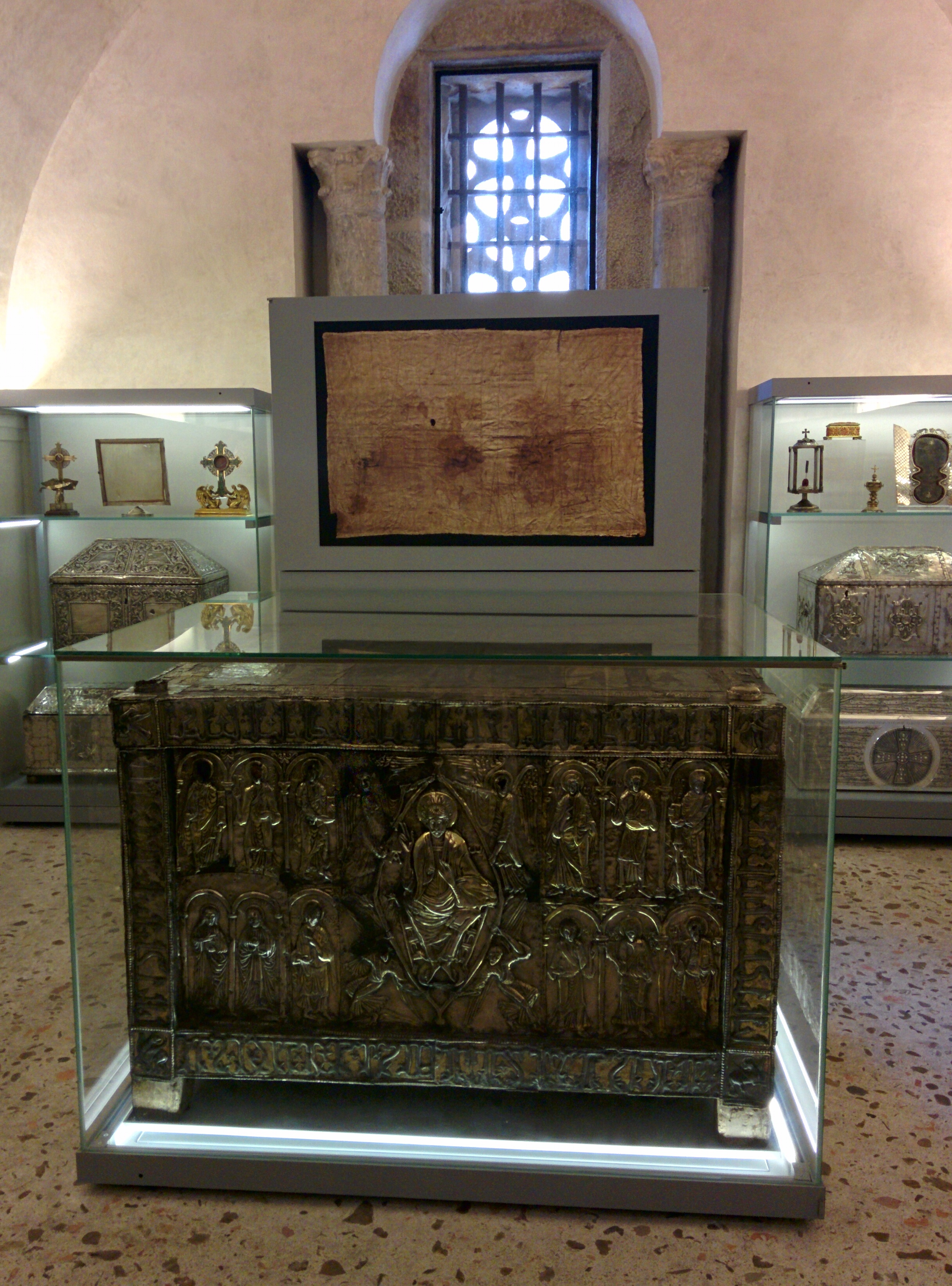
Dettaglio dell'arca esposta. Alle spalle, il Sudario di Oviedo.

L'Arca Santa è un reliquiario in legno di quercia ricoperto di argento dorato (72x119x93 cm), opera di arte romanica databile all'XI secolo. È conservata nella Camera Santa della Cattedrale del Santo Salvatore a Oviedo.

## Origini

### Leggenda
Le leggende sull'origine dell'Arca Santa si diffusero ampiamente nel Medioevo e si ritrovano in non meno di dieci fonti tra l'XI e il XIV secolo. Nel Liber testamentorum, composto intorno al 1120 per registrare tutti i doni e privilegi ricevuti dalla diocesi di Oviedo, ad alcuni discepoli dei dodici apostoli viene attribuito il merito di aver costruito l'Arca a Gerusalemme, dove si dice sia rimasto fino alla conquista di Cosroe II città nel 614, quando venne trasferita in Africa. L'invasione islamica ne costrinse lo spostamento a Toledo, a quel tempo capitale dei Visigoti. Quando i musulmani invasero la Spagna - a causa dei peccati dei re visigoti, secondo il Liber - nel 711 l'Arca fu portata a Oviedo per custodia. Infine, all'inizio del IX secolo Alfonso II delle Asturie costruì una cappella dedicata a San Michele (la Camera Santa) per ospitarla. In questa cappella, ora un corpo annesso della cattedrale di Oviedo, sarebbe quindi rimasta fino ad oggi. Un racconto simile della traduzione è incluso nel Liber cronicorum, un brano storico complementare al Liber testamentorum. Questo, a sua volta, ha influenzato i resoconti della Historia silense, del Chronicon mundi e del De rebus Hispaniae tutti testi locali che raccontano la storia del manufatto. Due biografie di Turibio di Astorga, l'Estoria de sancto Toribio e la Vida de santo Toribio de Liébana, sebbene differiscano su molti punti, concordano sul fatto che Turibio si rifugiò in Spagna con alcune reliquie da Gerusalemme, dove le aveva custodite al sicuro in un'arca di legno. Mentre l'Estoria presenta una lunga lista di oggetti immagazzinati nell'Arca, la Vida menziona solo un pezzo di legno della Vera Croce e un vaso che conteneva il vino del primo miracolo di Gesù a Cana.

### Storia
Tradizionalmente, gli storici attribuiscono l'ornamento dell'Arca ad Alfonso VI di León e sua sorella Urraca di Zamora e lo datano al 1075. Il 13 marzo di quell'anno, secondo il Documento 72 dell'archivio della cattedrale di Oviedo, Alfonso e Urraca fecero aprire il reliquiario alla loro presenza e ne esaminarono il contenuto. Questo documento, datato 14 marzo, sopravvive solo in una copia del XIII secolo, e la sua autenticità è stata messa in dubbio. Potrebbe essere stato prodotto per rafforzare le rivendicazioni di Oviedo e del suo santuario contro quelle di Santiago.

## Descrizione
L'Arca si presenta come un forziere di quercia di 72x119x93 cm, dimensioni notevoli per un reliquiario e più tipiche di un piccolo altare portatile, assemblato senza chiodi. Il tutto è rivestito in argento: fronte e lati sono a sbalzo, il retro ha un semplice motivo a scacchi, e il coperchio piatto è inciso a niello. Il pannello frontale è modellato come fosse il fronte di un altare, con un Cristo in maestà su una mandorla portata da quattro angeli e fiancheggiata dai Dodici Apostoli. Il pannello è delimitato su tutti i lati da un'iscrizione in pseudo-cufico.
Il lato sinistro è un ciclo narrativo dell'infanzia di Cristo, in cinque scene disposte su due registri, lette in senso antiorario a partire dall'alto a destra. Le due file sono separate da una fascia che recita: MARIA ET IOSEP POSUERUNT DOMINUM IN PRESEPIO ANIMALIU / ANGELUS APARUIT IOSEP DICENS FUGE IN EGIPTUM ET ESTO [IBI] ("Maria e Giuseppe misero il Signore nella mangiatoia degli animali / Un angelo apparve a Giuseppe che dice: "Fuggi in Egitto e resta [lì]"). Anche il lato destro è diviso in due registri separati da una fascia di testo. La parte superiore raffigura Cristo in mandorla sorretto da due angeli a sinistra e a destra Michele Arcangelo, affiancato da un cherubino e un serafino, che combatte contro un drago. La riga inferiore mostra otto apostoli in varie pose, in apparente conversazione. La banda recita: ASCENDENS XPS IN ALTUM CAPTIVAM DUXIT CAPTIVITATE / MICAEL ARCANGELUS PUGNAVIT CUM DRACONE ("Salendo in alto, Cristo ha condotto il prigioniero dalla prigionia / Michele Arcangelo ha combattuto con il drago").
Il coperchio reca una rappresentazione dettagliata crocifissione di Cristo, inclusi i due ladroni, la Vergine Maria, Giovanni, gli angeli con incensieri e le personificazioni del Sole e della Luna. Attorno alla scena c'è un'altra, lunga iscrizione.

## Contenuto
Insolito per i reliquiari dell'Alto Medioevo, l'Arca conteneva le reliquie di diversi santi. I più preziosi erano un pezzo della Vera Croce, pezzi della Corona di Spine e del Santo Sepolcro, del pane dell'Ultima Cena e del latte della Vergine. C'era anche un'ampolla in cristallo contenente del sangue dall'icona di Berytus, un'immagine di Cristo segnalata per la prima volta al secondo concilio di Nicea nel 787 per aver emesso sangue dopo essere stata trafitta da alcuni ebrei. I contenuti riportati dell'Arca Santa "riflettono l'interesse per l'umanità di Cristo, la Sacra Famiglia e la stessa Terra Santa". Oltre alle reliquie della Sacra Famiglia, l'Antico Testamento era rappresentato nell'Arca dalla verga di Mosè e dalla manna. Si trovavano anche reliquie degli Apostoli, così come il mantello che la Vergine avrebbe dato a Ildefonso di Toledo.
La prima descrizione registrata del contenuto dell'Arca si trova in un'aggiunta in un codice conservato a Valenciennes. Questo documento potrebbe essere basato su una guida preparata da alcuni impiegati della chiesa di Oviedo. Il coperchio dell'Arca contiene anche un elenco parziale del contenuto, scritto nella lamina d'argento. Un'altra fonte contemporanea per i contenuti dell'Arca è una lettera di Osmond, vescovo di Astorga, indirizzata a Ida di Boulogne, sulle reliquie mariane che si potevano vedere in Spagna.

### Sudario di Oviedo
Il Sudario di Oviedo, o Sindone di Oviedo, è la reliquia più notevole della passione di Cristo oggi custodita nel reliquiario dell'Arca Santa. Si ritiene che il panno macchiato di sangue o sudarium (latino per sudario) sia il panno avvolto attorno alla testa di Gesù Cristo dopo la sua morte e lasciato nella tomba piegato di lato alla sua risurrezione. Notevoli sono le congruenze con una serie di immagini acheropite correlate come quelle di Torino e di Manoppello. Il Sudario di Oviedo è esposto al pubblico tre volte all'anno: il Venerdì Santo, la festa dell'Esaltazione della Croce il 14 settembre e il 21 settembre.